# Kōta Teramae
Kōta Teramae (japanisch 寺前 光太 Teramae Kōta; * 9. Juli 1995 in Yamatotakada) ist ein japanischer Fußballspieler.

## Karriere
Teramae erlernte das Fußballspielen in der Schulmannschaft der Nihon University Fujisawa High School und der Universitätsmannschaft der Kanagawa-Universität. Seinen ersten Vertrag unterschrieb er 2018 beim Fukushima United FC. Der Verein spielte in der dritthöchsten Liga des Landes, der J3 League. Für den Verein absolvierte er fünf Ligaspiele.